# Рентная марка
Ре́нтная ма́рка (нем. Rentenmark) — одна из двух денежных единиц в Германии, находившаяся в обращении с 1923 по 1948 год и состоявшая из 100 рентных пфеннигов. Её введение оказало влияние на прекращение гиперинфляции 1921—1923 годов. Постановлением от 15 октября 1923 года в Веймарской республике был создан Немецкий рентный банк. Его капитал создали путём введения ипотечного долга в 4 % от стоимости земельных участков и недвижимости каждого предпринимателя, фермера и промышленника. Новая денежная единица соответствовала 1⁄2790 килограмма чистого золота или довоенной «золотой марке». Население восприняло появление стабильной денежной единицы, базирующейся на цене золота, положительно. Курс обмена бумажной марки к рентной составил 1 трлн к 1. Моментальное прекращение инфляции назвали «чудом рентной марки» (нем. Wunder der Rentenmark)
В августе 1924 года правительство Веймарской республики приняло план Дауэса, устанавливающий новый порядок выплат репараций после Первой мировой войны. Документ предусматривал введение стабильной государственной валюты. 30 августа 1924 года в качестве законного платёжного средства на территории Германии вводилась рейхсмарка. Она была приравнена к «золотой». Курс обмена рентной на рейхсмарку составил 1:1. Рейхсмарка не заменила рентную марку, обе денежные единицы имели параллельное хождение. Основное различие между двумя денежными единицами состояло в способе их обеспечения.
Рентная марка в качестве законного платёжного средства пережила как Веймарскую республику, так и Третий рейх. В оккупированных союзниками областях с 21 июня 1948 года вводилась «немецкая марка». В советской зоне оккупации рентные марки обменивали на специальные купоны до 28 июня 1948 года. Последние через месяц заменили «немецкими марками Немецкого эмиссионного банка» (нем. Deutsche Mark der Deutschen Notenbank).

## Предпосылки создания
Во время ноябрьской революции 1918 года кайзер Вильгельм II был вынужден уехать из страны. На следующий день германская делегация подписала перемирие в Компьенском лесу, которое по факту завершило проигранную немцами Первую мировую войну. Послевоенная жизнь ознаменовалась процессами гиперинфляции и девальвации. В таблице представлены реальные курсы золотой и бумажной марок на основании золотого паритета. До начала Первой мировой войны 1 марка соответствовала 0,358425 г чистого золота. В стране свободно циркулировали и обменивались на банкноты золотые монеты. На основании содержания золота обменный курс составлял 4,25 марки за 1 доллар США. За 4 года, во время которых Германия вела изнурительную войну, произошли революция и смена режима власти в стране, марка девальвировала в 2 раза. К концу 1923 года одна золотая марка соответствовала уже 1 триллиону бумажных.
| Дата       | Стоимость золотой марки в бумажных |
| ---------- | ---------------------------------- |
| 31.12.1918 | 2,00                               |
| 31.12.1919 | 9,61                               |
| 31.12.1920 | 16,13                              |
| 31.12.1921 | 39,22                              |
| 30.06.1922 | 79,37                              |
| 30.09.1922 | 327,87                             |
| 31.12.1922 | 1577,29                            |
| 31.03.1923 | 4901,96                            |
| 30.06.1923 | 34843,21                           |
| 31.07.1923 | 228 832,95                         |
| 31.08.1923 | 2 207 505,52                       |
| 28.09.1923 | 56 179 775,28                      |
| 31.10.1923 | 38 910 505 836,50                  |
| 20.11.1923 | 1 трлн                             |

Гиперинфляция была обусловлена рядом причин. В 1919—1921 годах основным фактором являлся неконтролируемый выпуск бумажных марок для обеспечения ликвидности банковской системы. Неконтролируемый выпуск денег сочетался с политическими кризисами, обусловленными неспокойной обстановкой, убийством министра иностранных дел Вальтера Ратенау, попыткой свержения власти Гитлером и Рурским кризисом, во время которого французские войска оккупировали важный промышленный регион. Всё это вызвало стремительное увеличение скорости обращения денег. Человек старался во что бы то ни стало сбыть попавшие к нему в руки бумажные марки в ожидании их скорого обесценивания. На момент начала обмена дискредитировавшей себя денежной единицы в обороте находилось 224 квинтиллиона (1018) марок. Несмотря на, казалось бы, громадную сумму, она являлась эквивалентом всего лишь 224 миллионов золотых марок. Для сравнения, в 1890—1912 годах только на Берлинском монетном дворе было отчеканено золотых монет, без учёта банкнот, на сумму более 2 млрд. При нормальной скорости денежного обращения курс, при такой массе наличных денег в Германии, не достиг бы соответствующей величины в 1 триллион за золотую марку.
Стремительная девальвация официальной государственной валюты делала практически невозможным кредитование на длительный период времени, затрудняло сделки с отсрочкой платежа. Вначале центральное правительство отклоняло идею выпуска ипотечных облигаций на основе «золотой марки». В отличие от государства, частные банки и компании стали эмитировать ценные бумаги с указанием их стоимости в количестве зерна, угля, поташа и т. п.

## Введение рентной марки

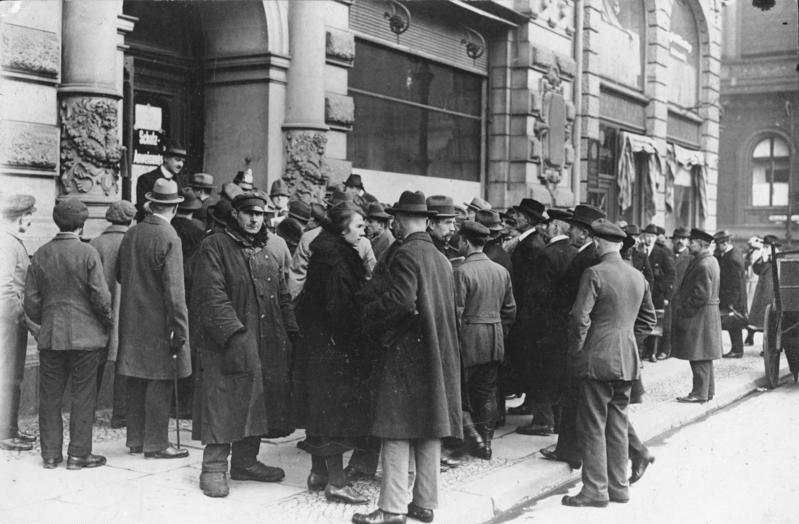
Очередь желающих поменять бумажные марки на рентные в Берлине в 1923 году

15 октября 1923 года министр финансов Веймарской республики Ганс Лютер и рейхсканцлер Густав Штреземан подписали распоряжение о создании Немецкого рентного банка (нем. Deutsche Rentenbank). Его капитал в 3,2 млрд рентных марок был создан путём обложения сельского хозяйства и производства долгосрочными ипотечными обязательствами. На основании постановления правительства земельные участки и недвижимость промышленных и сельскохозяйственных предприятий облагались ипотечным долгом в размере 4 % от их стоимости, кредитором по которому становился Немецкий рентный банк. Долговые обязательства предусматривали ежегодные выплаты владельцем банку, размер которых рассчитывался по фиксированной процентной ставке в размере в 6 % годовых от суммы долга. Досрочное погашение долга было возможно не ранее чем через 5 лет. Рентная марка приравнивалась к золотой в том смысле, что по стоимости соответствовала 1⁄2790 килограмма чистого золота. Одновременно рентный банк выпускал 5 %-облигации со сроком погашения основной суммы через 5 лет.
Рентная марка изначально не являлась законным платёжным средством, так как была лишь обязательством одного из банков. В то же время она была обязательна к приёму в государственных кассах. Население восприняло появление стабильной денежной единицы, базирующейся на цене золота, положительно. Моментальное прекращение инфляции стали называть «чудом рентной марки» (нем. Wunder der Rentenmark).
В течение нескольких дней, с 16 по 20 ноября 1923 года, 1 рентную марку обменивали на 600 миллиардов бумажных. Затем курс был повышен и составил 1 триллион (1012) к 1.

## История обращения
Введение рентного налога и Рентной марки привело к прекращению гиперинфляции, она была валютой, отдельной от обесценившихся бумажных марок, что делало её независимой от гиперинфляции. 8 ноября 1923 года был принят законодательный акт, регламентирующий выпуск монет номиналом в 1, 2, 5, 10 и 50 рентных пфеннигов для широкого оборота. Согласно закону от 20 марта 1924 года, появились серебряные 1 и 3 марки. Особенность закона, регулирующего выпуск серебряных 1- и 3-марочных монет, состоял в том, что он как бы вносил некоторые изменения в закон Германской империи от 1 июня 1909 года. Рентная марка официально не являлась государственной валютой. Отчеканенные по закону 1924 года монеты по своей стоимости соответствовали «золотой марке», равной 1⁄2790 кг чистого золота. Таким образом новые 1 и 3 марки, хоть и являлись законным платёжным средством, обеспеченным государством, а не капиталом Германского рентного банка, полностью соответствовали «рентным» по стоимости. Их номинал обозначали в «марках».
В августе 1924 года правительство Веймарской республики приняло план Дауэса, устанавливающий новый порядок выплат репараций после Первой мировой войны. Документ предусматривал введение стабильной государственной валюты. 30 августа 1924 года в качестве законного платёжного средства на территории Германии вводилась рейхсмарка. Рентная марка была приравнена к «золотой марке». Курс обмена рентной на рейхсмарку составил 1:1. Рейхсмарка не заменила рентную марку, обе денежные единицы имели параллельное хождение. Основное различие между двумя денежными единицами было вот в чём: рентная марка официально обеспечивалась активами Рентного банка, капитал которого был так называемый «ипотечный залог», то есть каждый предприниматель, владелец фабрики, земельного участка или недвижимости был обязан передать государству 4% своего недвижимого имущества. Но по факту эти доходы шли не на обеспечение рентной марки, а в госбюджет, а он, в свою очередь (получив хорошие денежные вливания), уже мог выпускать стабильные денежные единицы. Рентная марка сразу стала дефицитным продуктом, её не печатали в огромном количестве, как бумажные марки, её стабильность была очень важна для экономики. Все это делало её курс весьма твердым. Рейхсмарка же обеспечивалась классическим способом — финансовыми средствами государства, например, углём, золотом, облигациями и прочими товарами и услугами. В законе о введении рейхсмарки имелись уточнения, которые приравнивали рейхспфенниги к рентным пфеннигам, а также переводили их выпуск под непосредственный контроль государства.

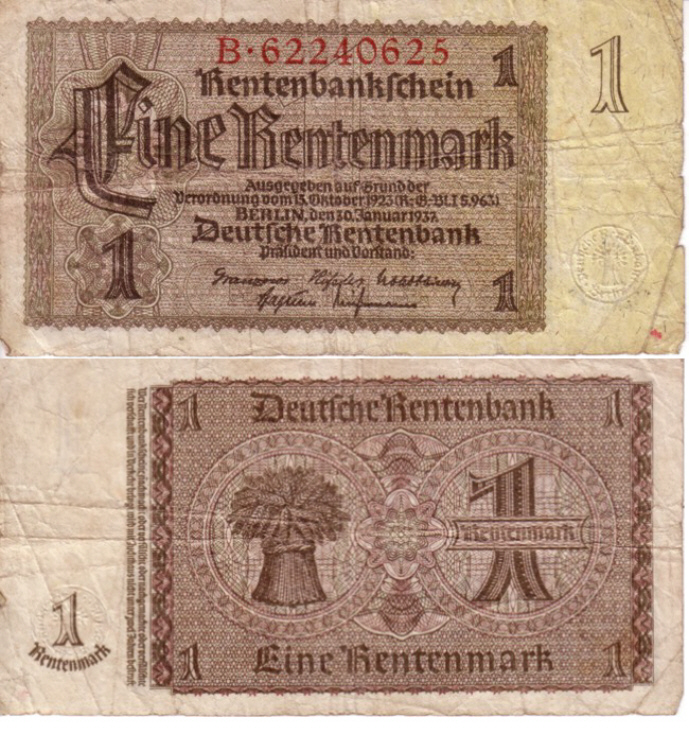
Банкнота номиналом в 1 рентную марку нацистского периода

Поскольку рентная марка и рейхсмарка имели курс 1:1, а также одно и то же сокращение «RM», выводить из оборота рентную с введением рейхсмарки необходимости не было.
Хотя первоначально предполагалось изъять рентную марку из оборота к 1934 г., нацистские власти предпочли не делать этого, чтобы не беспокоить население. Более того, в 1937 г., чтобы повысить доверие населения к марке, были отпечатаны банкноты номиналом в 1 и 2 рентных марки, которые были введены в оборот в 1939 г. Условия их обращения ничем не отличались от обычной рейсхмарки.
Рентная марка в качестве законного платёжного средства пережила как Веймарскую республику, так и Третий рейх. После окончания Второй мировой войны Германия была разделена на четыре зоны оккупации — американскую, британскую, французскую и советскую. Оккупированные капиталистическими странами земли объединили в Тризонию, из которой 7 сентября 1949 года образовалась Федеративная Республика Германия. Советская зона оккупации была преобразована в Германскую Демократическую Республику. В Тризонии с 21 июня 1948 года вводилась «немецкая марка». Обмен всех ранее циркулировавших денежных знаков, включая рейхс- и рентную марки, производился по курсу 10 к 1. В советской зоне оккупации на рентные марки наносили специальные наклейки, после чего они могли выполнять роль платёжного средства. Впоследствии их заменили «немецкими марками Немецкого эмиссионного банка» (нем. Deutsche Mark der Deutschen Notenbank).

## Монеты
Характеристики рентных пфеннигов определялись постановлением министра финансов Веймарской республики Ганса Лютера от 13 ноября 1923 года. Были отчеканены монеты номиналом в 1, 2, 5, 10 и 50 рентных пфеннигов. В Веймарской республике функционировало несколько монетных дворов. О происхождении того или иного пфеннига свидетельствует знак монетного двора — небольшая буква на реверсе (A — Берлинский монетный двор, D — монетный двор Мюнхена, E — Мульденхюттена, F — Штутгарта, G — Карлсруэ, J — Гамбурга). Особая история оказалась у 50 рентных пфеннигов. Из-за большого количества подделок 1 декабря 1929 года они были демонетизированы. Возможность обменять их на действующие деньги появилась вновь в послевоенное время, когда шёл обмен рейхс- и рентных марок на немецкие марки.
| Аверс | Реверс | Номинал      | Диаметр, мм | Вес, г | Гурт        | Металл                           | Годы чеканки | Тираж                  |
| ----- | ------ | ------------ | ----------- | ------ | ----------- | -------------------------------- | ------------ | ---------------------- |
|       |        | 1 пфенниг    | 17,5        | 2      | гладкий     | 95 % меди, 4 % олова и 1 % цинка | 1923—1924    | Суммарно — 124 687 371 |
|       |        | 2 пфеннига   | 20          | 3,33   | гладкий     | 95 % меди, 4 % олова и 1 % цинка | 1923—1924    | Суммарно — 167 901 931 |
|       |        | 5 пфеннигов  | 18          | 2,5    | 84 насечки  | 91,5 % меди, 8,5 % алюминия      | 1923—1924    | Суммарно — 298 998 727 |
|       |        | 10 пфеннигов | 21          | 4      | 90 насечек  | 91,5 % меди, 8,5 % алюминия      | 1923—1925    | Суммарно — 317 464 970 |
|       |        | 50 пфеннигов | 24          | 5      | 140 насечек | 91,5 % меди, 8,5 % алюминия      | 1923—1924    | Суммарно — 216 986 347 |

## Банкноты
В 1923 году были выпущены бумажные денежные знаки номиналом в 1, 2, 5, 10, 50, 100, 500 и 1000 рентных марок. Впоследствии выпускали серии, датированные 1925—1926 (5, 10 и 50 рентных марок), 1934 (50 рентных марок) и 1937 (1 и 2 рентные марки) годами. Банкноты выпуска 1937 года поступили в оборот в 1939 году.

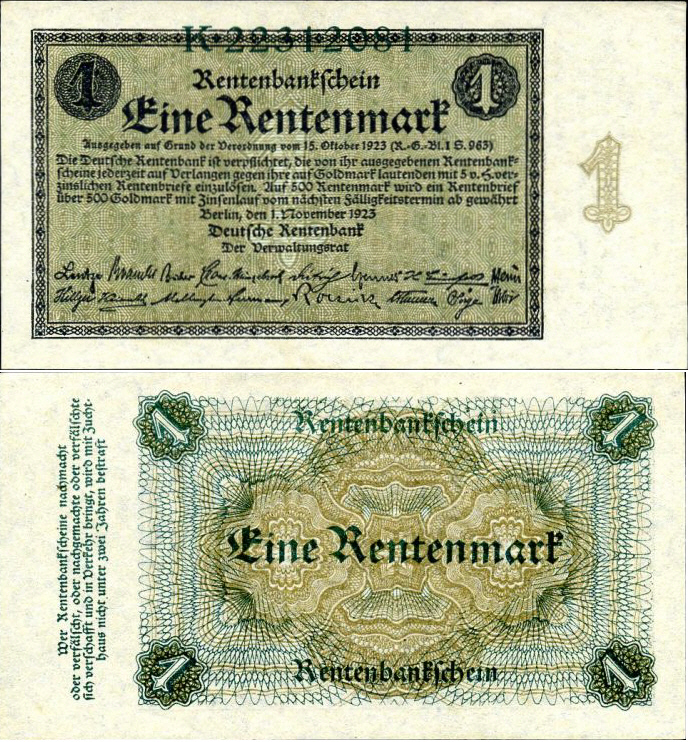
1 рентная марка 1923 года. 120x65 мм
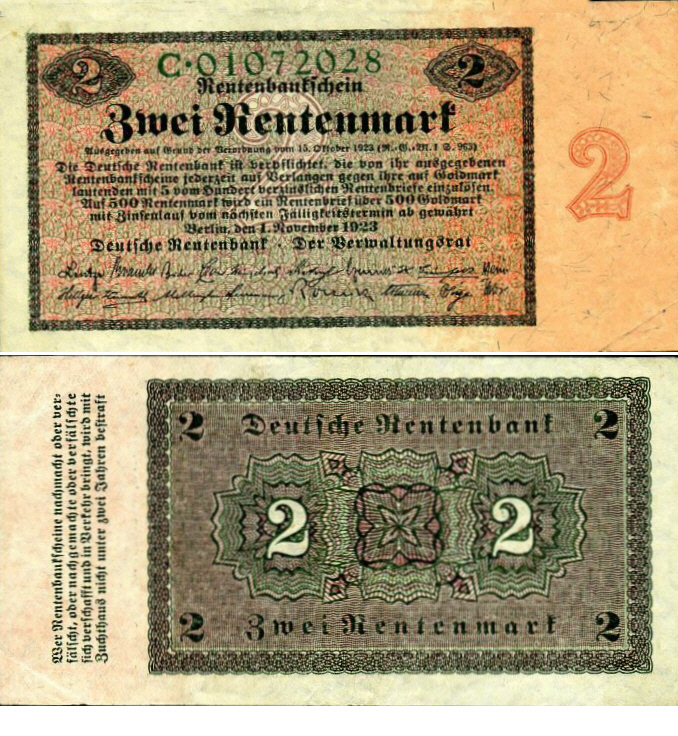
2 рентные марки 1923 года. 125x65 мм
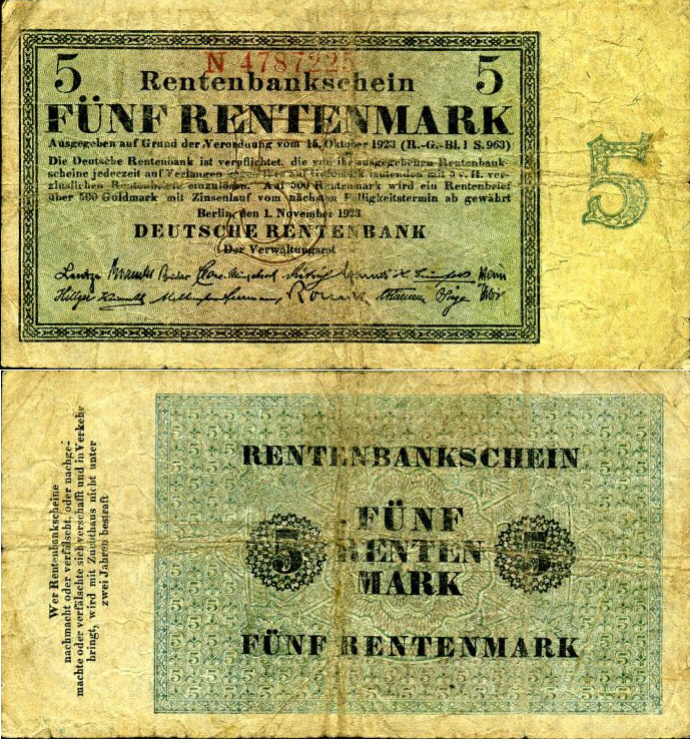
5 рентных марок 1923 года. 125x68 мм
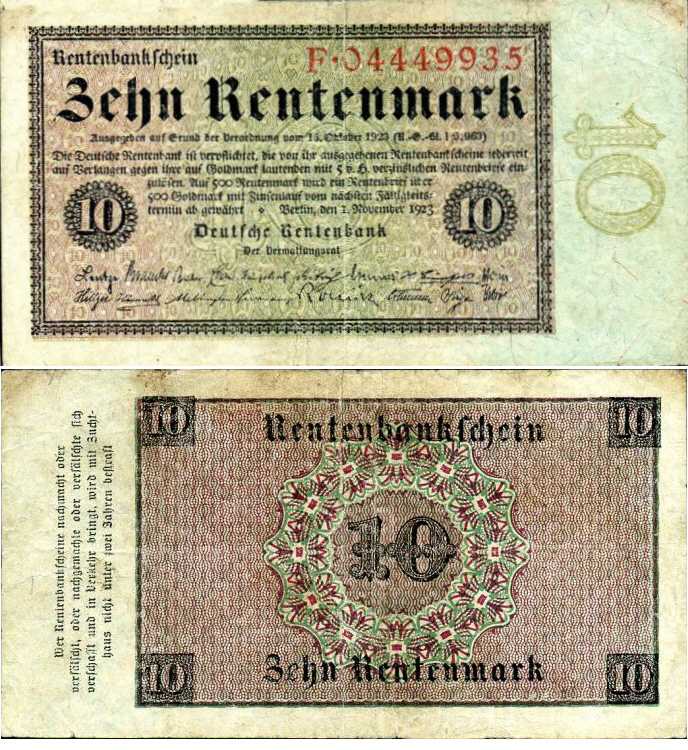
10 рентных марок 1923 года. 130x71 мм
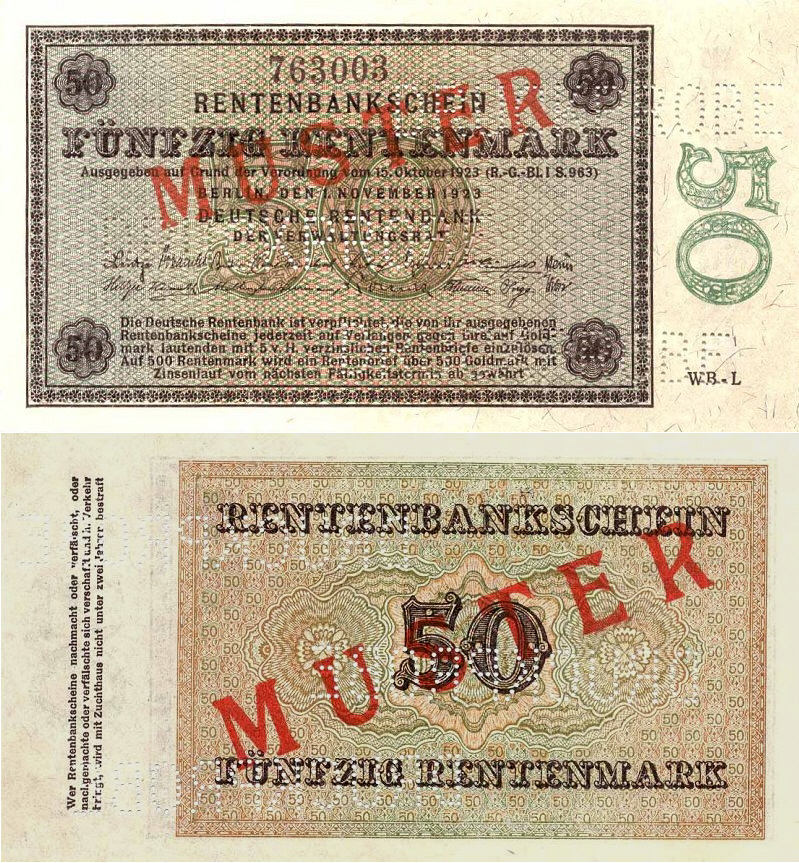
50 рентных марок 1923 года. 130x71 мм
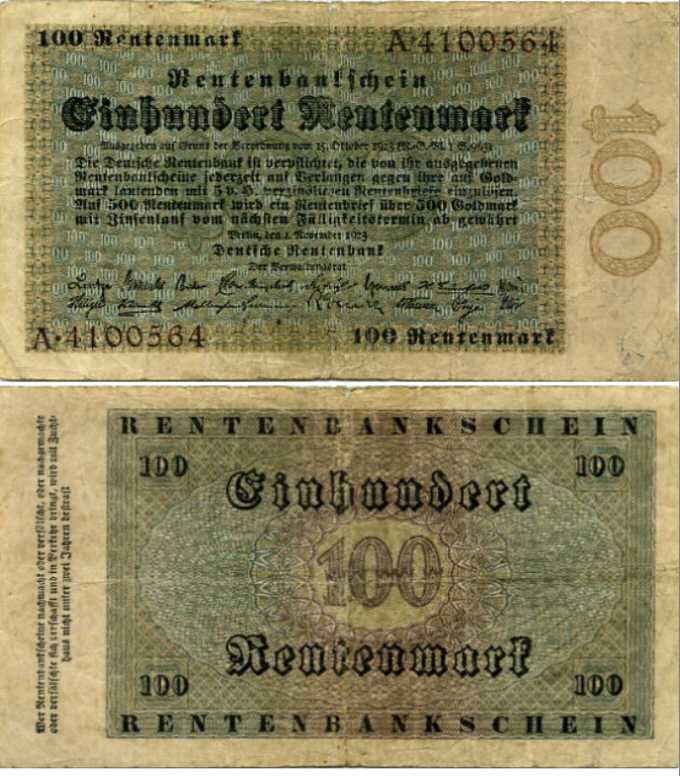
100 рентных марок 1923 года. 130x80 мм
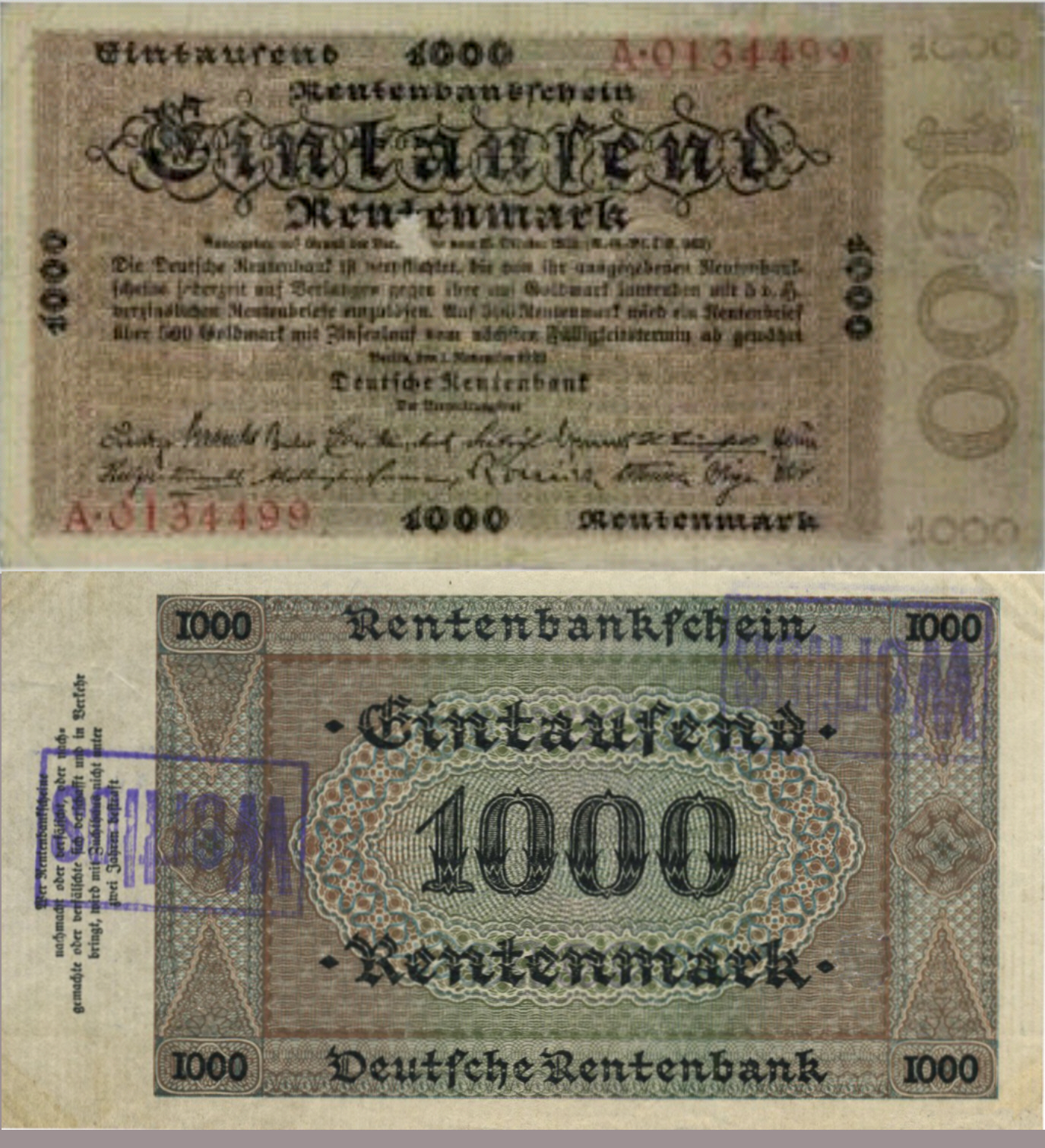
1000 рентных марок 1923 года. 155x86 мм
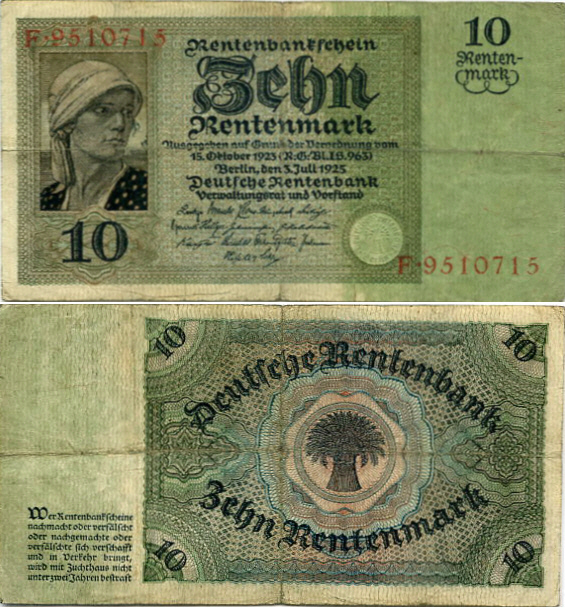
10 рентных марок 1925 года
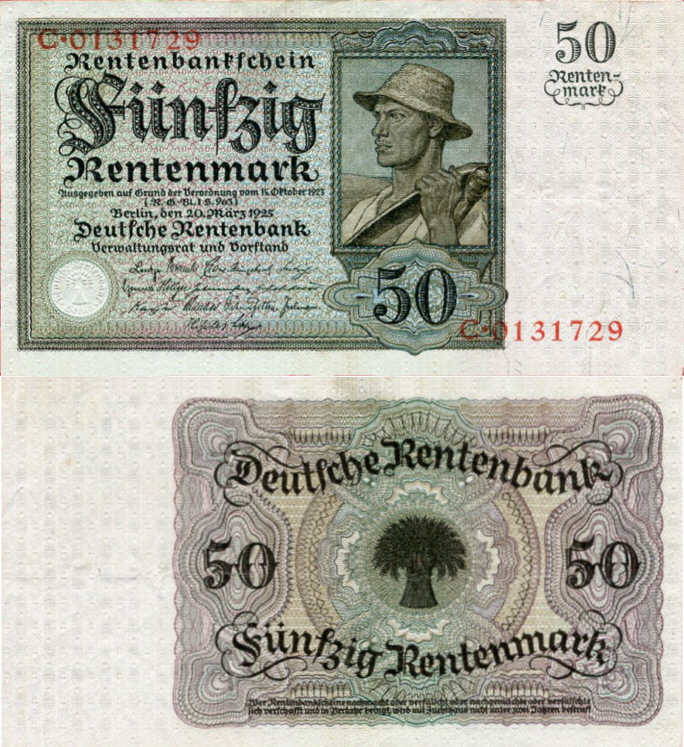
50 рентных марок 1925 года
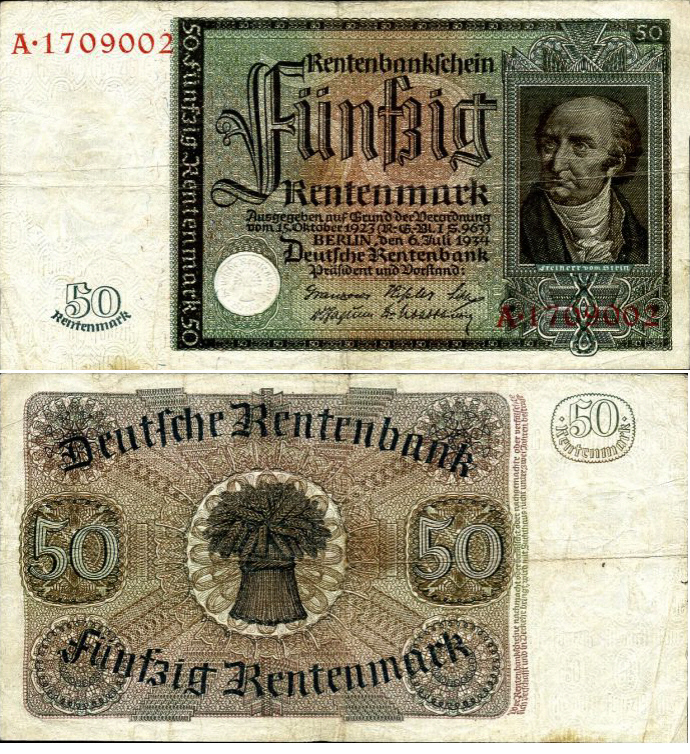
50 рентных марок 1934 года
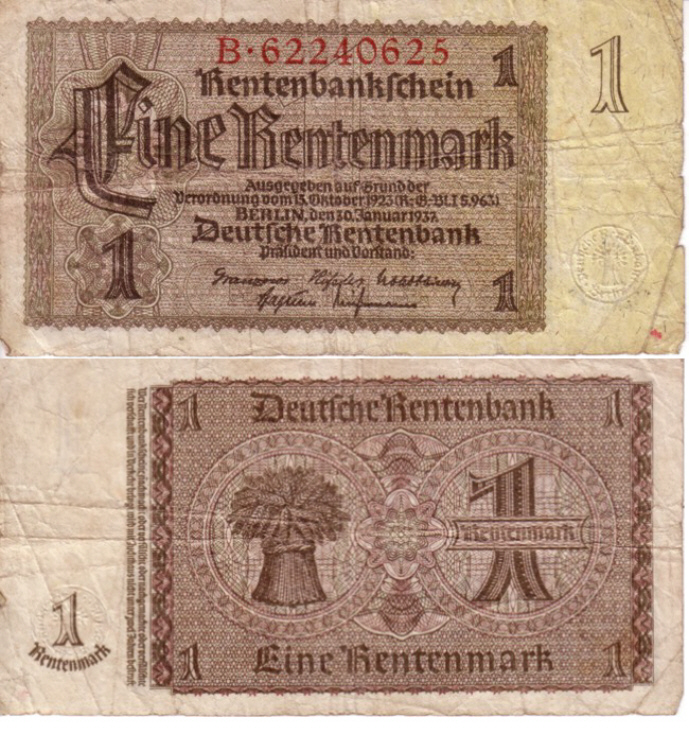
1 рентная марка 1937 года
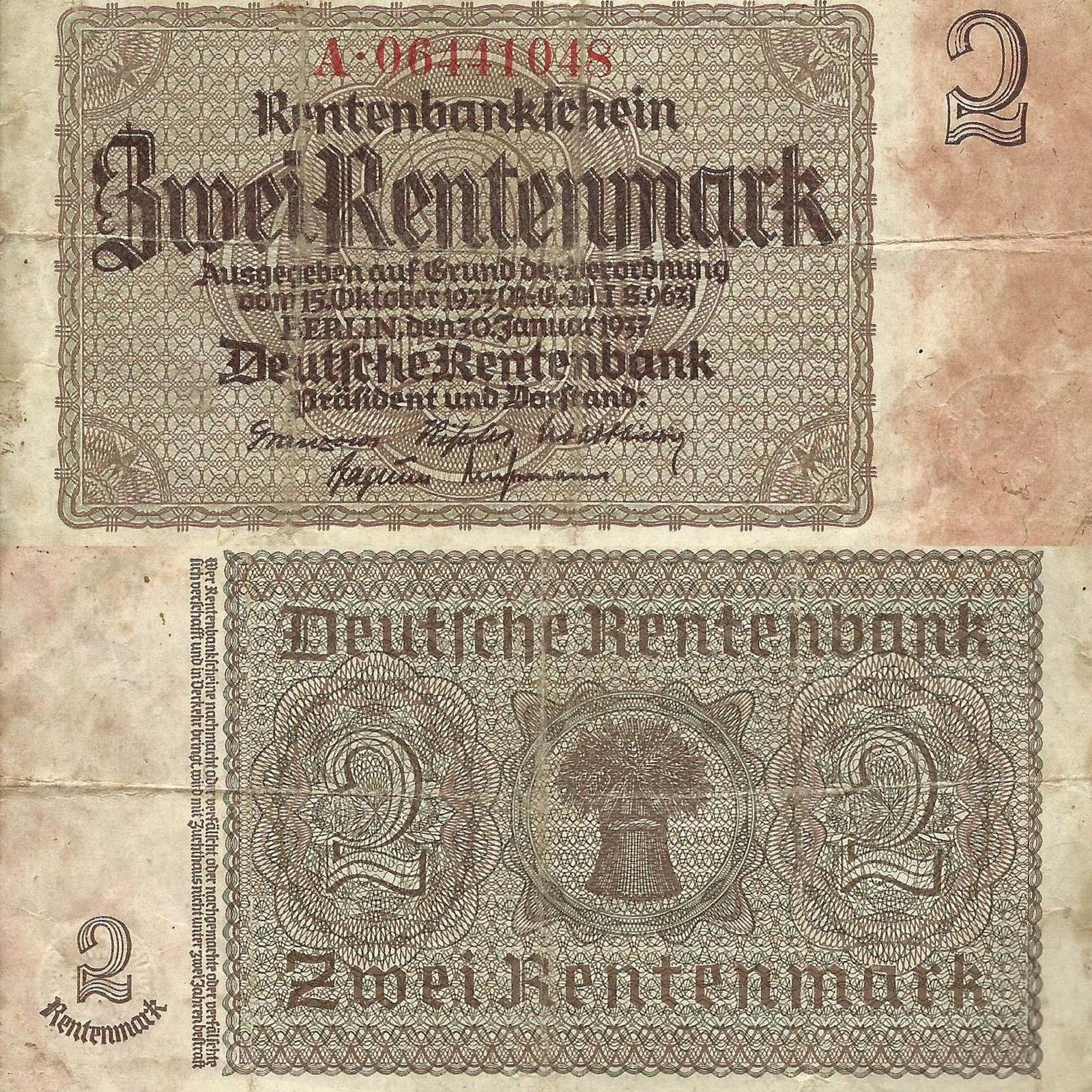
2 рентные марки 1937 года

## Комментарии
Комментарии
1. ↑  Монеты 1925 и 1929 года в широкий оборот не попали. Их количество оценивают в несколько пробных экземпляров

Тиражи монет по годам
1. ↑  Тираж 1 рентного пфеннига по годам и монетным дворам: 1923 A — 12 628 587, 1923 и 1924 D — 17 539 787, 1923 E — 2 200 000, 1923 и 1924 °F — 10 346 703, 1923 и 1924 G — 7 366 428, 1923J — 1 470 000, 1924 A — 55 273 481, 1924 E — 6 838 000, 1924J — 11 024 385
2. ↑  Тираж 2 рентных пфеннигов по годам и монетным дворам: 1923 A — 8 587 390, 1923 D — 1 489 869, 1923 и 1924 °F — 14 968 933, 1923 и 1924 G — 1 038 945, 1923 и 1924 J — 21 196 000, 1924 A — 80 864 443, 1924 D — 19 899 351, 1924 E — 10 547 000
3. ↑  Тираж 5 рентных пфеннигов по годам и монетным дворам: 1923 A — 3 083 075, 1924 A — 171 965 942, 1923 и 1924 D — 31 162 741, 1923 и 1924 E — 12 206 000, 1923 и 1924 °F — 29 031 725, 1923 и 1924 G — 19 216 809, 1923 и 1924 J — 32 332 435
4. ↑  Тираж 10 рентных пфеннигов по годам и монетным дворам: 1923 и 1924 A — 169 956 017, 1923 и 1924 D — 33 893 698, 1923 и 1924 °F — 42 237 299, 1923 и 1924 G — 18 758 277, 1924 E — 18 679 000, 1924 J — 33 928 168, 1925 °F — около 12 500
5. ↑  Тираж 50 рентных пфеннигов по годам и монетным дворам: 1923 A — 450 861, 1923 D — 191 865, 1923 °F — 120 000, 1923 G — 120 000, 1923 J — 4000, 1924 A — 117 364 604, 1924 D — 30 970 627, 1924 E — 14 668 000, 1924 °F — 21 968 181, 1924 G — 13 348 957, 1924 J — 17 779 252